# Mennas
 (février 2012).
Si vous disposez d'ouvrages ou d'articles de référence ou si vous connaissez des sites web de qualité traitant du thème abordé ici, merci de compléter l'article en donnant les références utiles à sa vérifiabilité et en les liant à la section « Notes et références ».
Mennas (VIe siècle) est patriarche de Constantinople de 536 à 552. Ce saint est fêté le 25 août.

## Biographie
Né à Alexandrie, supérieur de l'hospice de Saint-Samson à Constantinople, Mennas succède à Anthime Ier, déposé, en devenant patriarche de la ville en mars 536. Anthime Ier s'était révélé monophysite, partisan de Sévère d'Antioche, après son avènement ; Mennas doit donc signer une profession de foi reconnaissant le concile de Chalcédoine et le Tome à Flavien du pape Léon Ier.
Le pape Agapet Ier, présent à Constantinople au moment du changement de patriarche, demande la convocation d'un concile qu'il présiderait. Mais il meurt le 22 avril. Le concile ne s'en réunit pas moins à partir du 2 mai, mais sous la présidence de Mennas. Par la variété d'origine de ses participants, il ressemble à un concile œcuménique : tous les évêques se trouvant alors à Constantinople pour une raison ou une autre ; les évêques occidentaux qui avaient accompagné le pape ; des représentants des patriarches d'Antioche et de Jérusalem. Seule l'Égypte est complètement absente.
L'ancien patriarche Anthime, Sévère d'Antioche et leurs partisans sont anathématisés comme hérétiques et excommuniés : ils sont accusés d'adhérer à la doctrine d'Eutychès, condamné par le concile de Chalcédoine, ce qui est d'ailleurs une contre-vérité, puisque Sévère d'Antioche avait rejeté explicitement l'eutychianisme et que sa doctrine était de toute façon différente. Sévère est de plus accusé de paganisme et de pratiques magiques. Les condamnés sont interdits de parole et de séjour dans les villes, tous leurs écrits sont voués au feu. Sévère, venu à Constantinople sur invitation de Justinien et avec un sauf-conduit impérial, est arrêté et jeté en prison ; il s'évade avec la complicité de l'impératrice Théodora et s'enfuit en Égypte. Le concile proclame solennellement son adhésion au symbole de Chalcédoine ; ses décisions sont promulguées sous forme de constitution impériale (Novelle XLII). 
À la fin de 544 ou au début de 545, l'empereur Justinien promulgue un édit condamnant les Trois Chapitres ; Mennas et les trois autres patriarches orientaux le contresignent, avec certaines réserves. Le pape Vigile, qui temporise sans se prononcer, est enlevé de Rome le 22 novembre 545 par l'armée impériale et conduit en Sicile ; là, durant l'année 546, il excommunie Mennas et tous ceux qui ont contresigné l'édit. Il est finalement conduit à Constantinople où il arrive le 25 janvier 547[réf. nécessaire].
Après une série de réunions d'évêques, Vigile publie le 11 avril 548 un judicatum par lequel il condamne à son tour les Trois Chapitres.[réf. nécessaire] Mais la levée de boucliers est telle en Occident que le pape, prétendant avoir agi sous la contrainte, retire le texte en 550 ; Justinien accepte, mais décide la convocation d'un concile œcuménique. En juillet 551, sans attendre le concile, l'empereur promulgue un nouvel édit de condamnation des Trois Chapitres, qu'il fait contresigner par les patriarches et évêques orientaux. Le pape Vigile s'évade de Constantinople le 24 décembre 551, se réfugie à Chalcédoine et excommunie à nouveau Mennas et tous les évêques de son ressort. Justinien, comprenant que son autoritarisme l'a conduit à une impasse et voulant la convocation du concile œcuménique, ordonne à Mennas de se réconcilier avec le pape. Mennas meurt peu après, en août 552.